# Göran Lundin (innebandyspelare)
Göran Lundin, född 3 juli 1968, är en svensk före detta innebandyspelare som spelade vänsterforward i Fornudden IB. Han var med om att ta laget från div 4 till Elitserien och ett SM-guld 1994, där han vann den interna skytteligan med 6 mål och 1 assist. Han spelade totalt 53 matcher för Fornudden under sin karriär och gjorde 36 poäng - 19 mål och 17 assist.